# Calectasia intermedia
Calectasia intermedia là một loài thực vật có hoa trong họ Dasypogonaceae. Loài này được Sond. miêu tả khoa học đầu tiên năm 1856.